# Parafia św. Katarzyny w Woźnikach
Parafia św. Katarzyny Aleksandryjskiej – rzymskokatolicka parafia znajdująca się w Woźnikach. Parafia należy do metropolii katowickiej, diecezji gliwickiej i dekanatu Woźniki.

## Historia
Woźniki są wzmiankowane w dokumencie biskupa krakowskiego Fulka z 1206 r. Prawdopodobnie pod koniec XIII w. miasto posiadało drewniany kościół pod wezwaniem św. Walentego (wzmiankowany w 1490 r.). Na tym samym miejscu w roku 1696 wzniesiono nowy drewniany kościół, również pod tym samym wezwaniem. Po lokacji miasta (przed 1386 r.) wybudowano drugi kościół pod wezwaniem św. Katarzyny, który po zmianie lokacji w połowie XV w. stał się centrum parafii. Kościół parafialny został ujęty w rejestrze zabytków. Decyzją Wojewódzkiego Oddziału Ochrony Zabytków w Częstochowie z 16 grudnia 1997 r., wpisano dodatkowo do rejestru zabytków 17 przedmiotów ruchomych (m.in. ołtarze, rzeźby, kielichy i inne przedmioty kultu). Na terenie parafii znajduje się też zabytkowy kościół św. Walentego.

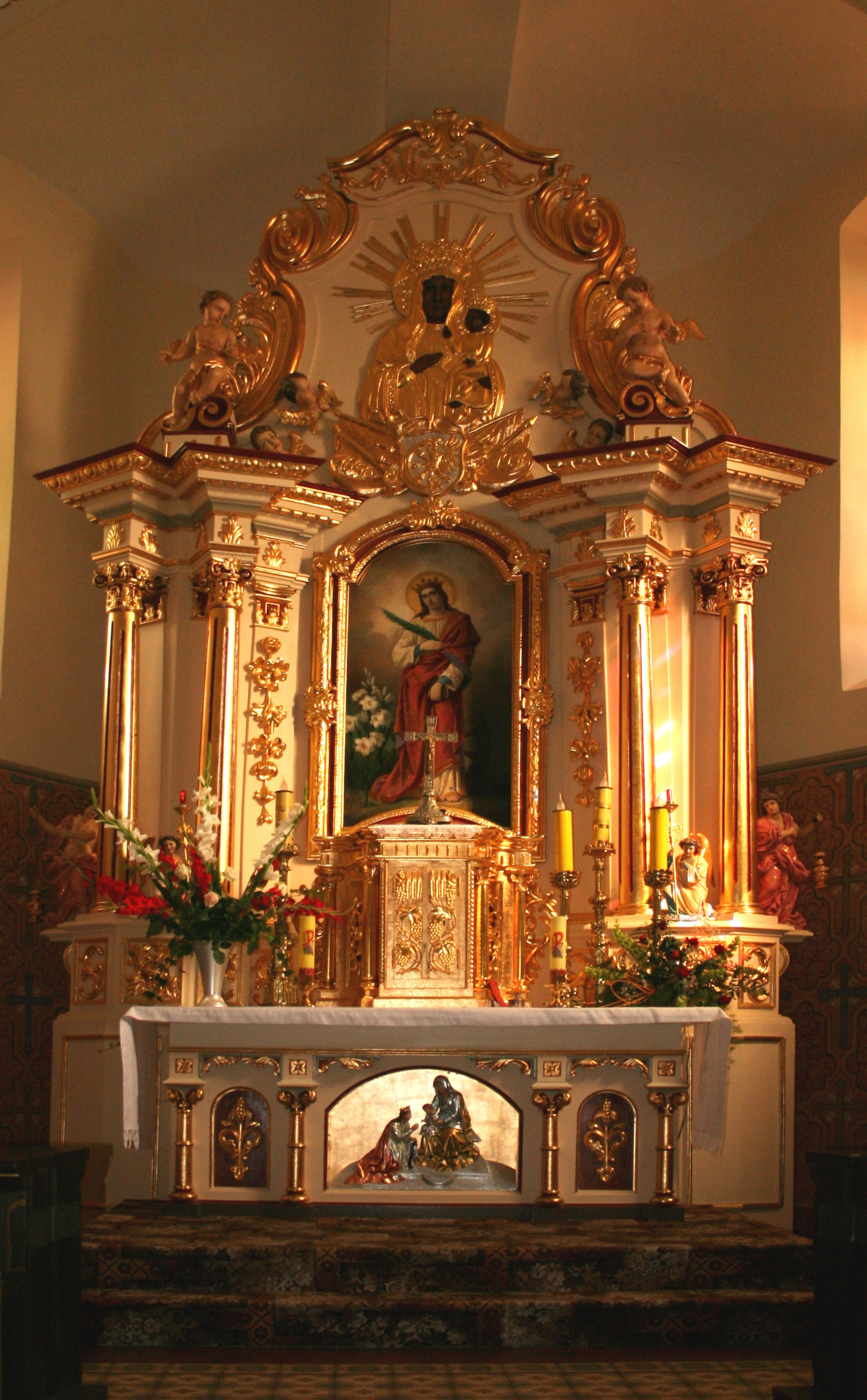
Ołtarz w kościele św. Katarzyny
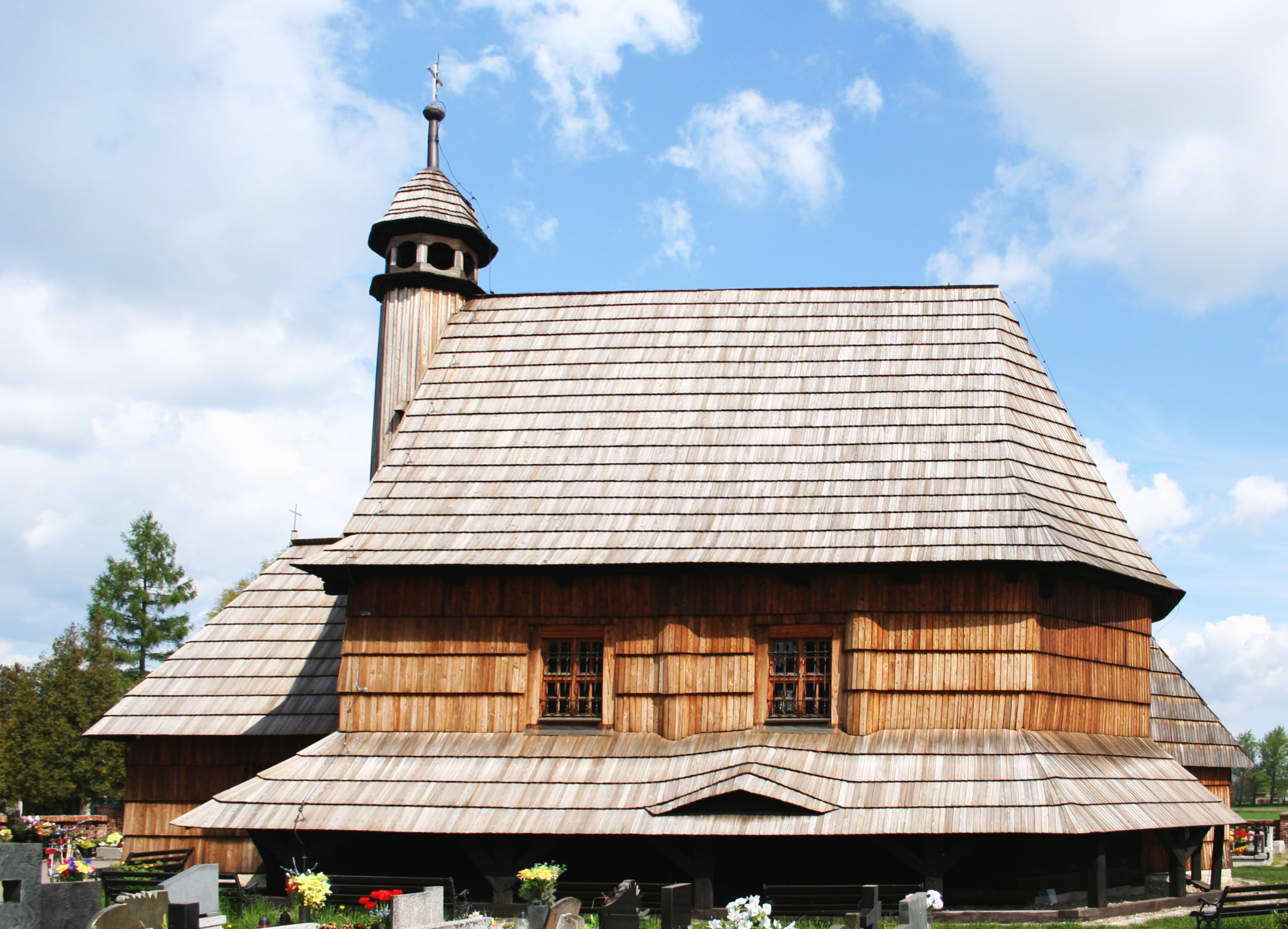
Kościół św. Walentego